# Зоологічний музей Київського університету
Зоологічний музей Київського університету — найстаріший з музеїв Київського національного університету імені Тараса Шевченка і міста Києва загалом, один з найбільших зоологічних музеїв України.

## Розташування

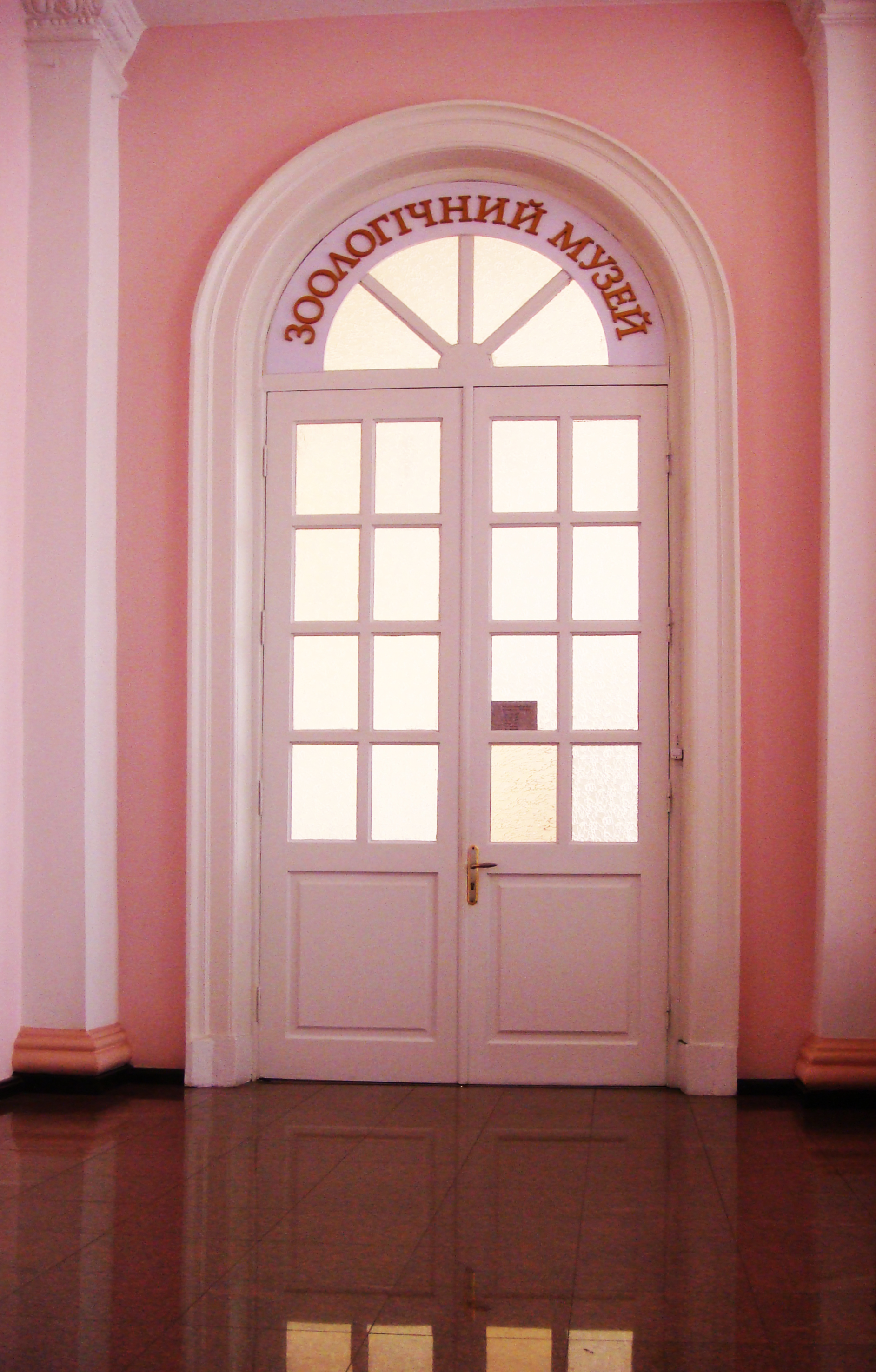
Вхід до музею з центральних сходів Червоного корпусу

Музей розміщений у «червоному» корпусі, у його лівому крилі, на ІІІ-IV поверхах.
Музей має дві великі експозиційні зали та велику фондову колекцію, що розміщена в окремих приміщеннях і включає різні групи безхребетних та хребетних тварин.
Музей відчинено для відвідування з 10.00 до 16.00 (вихідні — субота, неділя). Адреса: 01033 Київ, вул. Володимирська, 60.

## Штат, науковці
У штаті музею — досвідчені зоологи, які є кураторами відповідних частин колекції. Серед сучасних дослідників є відомі фахівці у галузі ентомології (Ігор Костюк, Олексій Бідзіля), теріології (Олександр Зиков, Жанна Розора), орнітології (Людмила Бондаренко, Михайло Головушкін), музеології (Микола Біляшівський), таксидермії (всі співробітники).

## Історичні факти
Музей започатковано 1805 як кабінет зоології Волинської гімназії красних наук (згодом Волинського ліцею) у Кременці, який 1833 року було переведено до Києва. У Києві Волинський ліцей указом царя Миколи І було перетворено на Університет Святого Володимира, у стінах Університету Святого Володимира у 1834—1920 рр. Музей, який перебував у статусі зоологічного кабінету переріс у велике зоологічне зібрання, одне з найбільших в Україні. За даними істориків, «Зоологічний кабінет (музей) університету також був заснований у 1834 р. на основі колекцій Кременецького ліцею. У 1835 р. до неї долучилося зібрання закритого царською владою Віленського університету, а в 1841 р. — ліквідованої Віленської медико-хірургічної академії.» (Морозов, Дворкін, 2008).
В музеї в різний час працювали такі відомі дослідники, як Антон Андржейовський, Карл Кесслер, Юліан Семенкевич, Володимир Артоболевський, Лев Шелюжко, Микола Образцов, Леонід Смогоржевський та інші зоологи.
Під час ІІ Світової війни в роки окупації Києва німецькими військами музей був об'єднаний з Зоологічним музеєм АН (директором був В. Артоболевський). У вересні 1943 року значну частину колекцій було вивезено до Польщі (Познань), а далі — до Німеччини, проте згодом частину вивезеного вдалося повернути. При поверненні власних колекцій музей збагатився також окремими трофейними колекціями, серед яких помітне місце займає біогрупа «колібрі» (див. галерею).

## Обнови експозиції після руйнувань внаслідок ракетних ударів р.ф
Протягом зими 2024—2025 років колектив музею зміг кардинально відновити зруйновану частину експозиції. Руйнування зачепили передусім вітрини, що стоять біля фасадної стіни «Червоного корпусу», надто з хрящовими й кістковими рибами, амфібіями й плазунами. За рахунок власних сил і коштів і за сприяння спонсорів зі Спілки випускників Київського національного університету було виготовлено нові шафи з внутрішньою підсвіткою і змонтовано вцілілі, реставровані та наявні у фондових колекціях зразки. Тепер це одна з найпримітніших частин експозиції. Відкриття нової частини експозиції відбулося у Міжнародний день музеїв 17.05.2025.

нові вітрини з рибами
нова вітрина зі зразками крокодилів
табличка зі згадкою спонсорів